# Giro della Toscana 2017
Der 89. Giro della Toscana 2017 war ein italienisches Straßenradrennen in der Toskana. Das Etappenrennen fand am 26. und am 27. September 2017 statt. Zudem gehörte das Radrennen zur UCI Europe Tour 2017 und war dort in der Kategorie 2.1 eingestuft. Gesamtsieger wurde der Franzose Guillaume Martin von Wanty-Groupe Gobert.
Auf der hügeligen ersten Etappe setzten sich zu Beginn vier Fahrer um den Österreicher Maximilian Kuen (Tirol) ab. Diese hatte maximal drei Minuten Vorsprung. 40 Kilometer vor dem Ziel schloss zu den Spitzenreitern eine Gruppe mit Vincenzo Nibali (Italien/Bahrain-Merida) und Stephen Cummings (Großbritannien/Dimension Data) auf. Etwa 20 Kilometer vor dem Ziel konnte sich aus dieser Gruppe Nibali, Cummings, Frederik Backaert (Belgien/Wanty) und Egan Bernal (Kolumbien/Androni) absetzen. Sie wurden nicht mehr eingeholt und Cummings gewann den Sprint der Vierergruppe vor Bernal und Backaert. Cummings übernahm die Gesamtführung. Das geschlagene Feld folgte mit 12 Sekunden Rückstand. Dort war Sonny Colbrelli (Italien/Bahrain-Merida) der Schnellste und wurde Etappenfünfter.
Kurz nach dem Start der zweiten Etappe hatten sich eine neun Fahrer starke Ausreißergruppe um den Österreicher Matthias Krizek (Tirol) formiert, die maximal 3:30 Minuten Vorsprung hatte. Kurz vor der 8,8 Kilometer langen Schlusssteigung nach Volterra war die Fluchtgruppe gestellt. Im Finale konnte sich Guillaume Martin (Frankreich/Wanty) zwei Kilometer vor dem Ziel absetzen und gewann die Etappe und dadurch die Gesamtführung. Etappenzweiter wurde Giovanni Visconti (Italien/Bahrain-Merida) mit zehn Sekunden Rückstand.

## Teilnehmende Mannschaften
| WorldTeams (3)- Bahrain-Merida - UAE Team Emirates - Dimension Data Professional Continental Teams (9)- Wanty-Groupe Gobert - Androni Giocattoli - Fortuneo-Oscaro - Nippo-Vini Fantini - Caja Rural-Seguros RGA - Bardiani CSF - Gazprom-RusVelo - Israel Cycling Academy - Wilier Triestina-Selle Italia Continental Teams (3)- Sangemini-MG.Kvis - Tirol - D'Amico-Utensilnord |
| |

## Etappen
| Etappe    | Datum    | Etappenorte           | type              | Länge (km) | Etappensieger    | Gesamtführender  |
| --------- | -------- | --------------------- | ----------------- | ---------- | ---------------- | ---------------- |
| 1. Etappe | 26. Sep. | Pontedera – Pontedera | Hügelige Etappe   | 181,8      | Steve Cummings   | Steve Cummings   |
| 2. Etappe | 27. Sep. | Lajatico – Volterra   | Hochgebirgsetappe | 165,1      | Guillaume Martin | Guillaume Martin |

## Gesamtwertung
| #      | Fahrer            | Team                   | Zeit       |
| ------ | ----------------- | ---------------------- | ---------- |
| Sieger | Guillaume Martin  | Wanty-Groupe Gobert    | 8h 25' 01" |
| 2.     | Giovanni Visconti | Bahrain-Merida         | +0' 10"    |
| 3.     | Mattia Cattaneo   | Androni Giocattoli     | +0' 13"    |
| 4.     | Vincenzo Nibali   | Bahrain-Merida         | +0' 14"    |
| 5.     | Egan Bernal       | Androni Giocattoli     | +0' 16"    |
| 6.     | Anthony Delaplace | Fortuneo-Oscaro        | +0' 18"    |
| 7.     | Frederik Backaert | Wanty-Groupe Gobert    | +0' 21"    |
| 8.     | Marco Canola      | Nippo-Vini Fantini     | +0' 26"    |
| 9.     | Maxime Bouet      | Fortuneo-Oscaro        | +0' 28"    |
| 10.    | Eduard Prades     | Caja Rural-Seguros RGA | gl. Zeit   |

## Wertungen im Tourverlauf
| Etappe         | Etappensieger    | Gesamtwertung    | Nachwuchswertung | Teamwertung         |
| -------------- | ---------------- | ---------------- | ---------------- | ------------------- |
| 1              | Stephen Cummings | Stephen Cummings | Egan Bernal      | Bahrain-Merida      |
| 2              | Guillaume Martin | Guillaume Martin | Egan Bernal      | Wanty-Groupe Gobert |
| Wertungssieger | Wertungssieger   | Guillaume Martin | Egan Bernal      | Wanty-Groupe Gobert |